# Dennis Farina
Dennis Farina (Chicago, 29 febbraio 1944 – Scottsdale, 22 luglio 2013) è stato un attore statunitense.

## Biografia
Nato a Chicago, Illinois, figlio di genitori italoamericani, Yolanda, casalinga e Joseph Farina, medico originario di Villalba, in Sicilia. Crebbe in una numerosa famiglia composta da tre fratelli e tre sorelle. Verso la metà degli anni sessanta, poco più che ventenne, si arruolò nella polizia e fece parte del corpo del Chicago Police Department dal 1967 al 1985.
La sua carriera come attore iniziò casualmente grazie al regista Michael Mann, che lo chiamò come consulente, grazie alla sua esperienza nella polizia, per il film Strade violente (1981) e che gli riservò una piccola parte tutta per lui. Si appassionò talmente alla recitazione da iniziare a calcare i palcoscenici teatrali senza nessun tipo di formazione. Lasciato il corpo di polizia, iniziò una lunga gavetta televisiva che lo portò a partecipare ad alcune delle serie tv di maggior successo degli anni ottanta tra cui Miami Vice, nel ruolo di Albert "Al" Lombard, gangster che controlla il racket e il gioco d'azzardo negli episodi Jack l'orbo, Codice d'onore (1ª Stagione) e Vecchio gangster (5ª Stagione).
Il suo primo ruolo importante arrivò nel 1986 quando interpretò Jack Crawford in Manhunter - Frammenti di un omicidio, diretto da Michael Mann, con il quale lavorò anche nella serie da lui prodotta Crime Story, dove ebbe il ruolo del Tenente Mike Torello. Nella sua lunga carriera partecipò a film come Prima di mezzanotte (1988), Uomini d'onore (1990), Get Shorty (1995), Questo pazzo sentimento (1997), Out of Sight (1998), Salvate il soldato Ryan (1998), Snatch - Lo strappo (2000) e molti altri. Dal 2002 al 2004 partecipà alla serie La famiglia Pellet. Dal 2004 al 2006 sostituì Jerry Orbach nella serie Law & Order - I due volti della giustizia, nel ruolo del detective Joe Fontana, e lavorò nell'indipendente Purple Violets (2007) di Edward Burns, con il quale aveva già lavorato ne I marciapiedi di New York (2001).

## Vita privata
Fu sposato per dieci anni (dal 1970 al 1980) con Patricia, dalla quale ebbe tre figli, Dennis Jr., Joseph e Michael. Dal 1978 fino alla morte fu legato a Marianne Cahill.
Affetto da tempo da un cancro ai polmoni, morì per embolia polmonare il 22 luglio 2013, all'età di 69 anni, in un ospedale di Scottsdale, in Arizona. Farina ha ricevuto sepoltura nel Cimitero Cattolico del Monte Carmelo di Hillside, Illinois.

## Filmografia

### Cinema
- Strade violente (Thief), regia di Michael Mann (1981)
- Il codice del silenzio (Code of Silence), regia di Andrew Davis (1985)
- Manhunter - Frammenti di un omicidio (Manhunter), regia di Michael Mann (1986)
- Prima di mezzanotte (Midnight Run), regia di Martin Brest (1988)
- Uomini d'onore (Men of Respect), regia di William Reilly (1990)
- Colpo grosso a Little Italy (We're Talkin' Serious Money), regia di James Lemmo (1992)
- Mac, regia di John Turturro (1992)
- Occhio al testimone (Another Stakeout), regia di John Badham (1993)
- Triplo gioco (Romeo Is Bleeding), regia di Peter Medak (1993) – non accreditato
- Impatto imminente (Striking Distance), regia di Rowdy Herrington (1993)
- Get Shorty, regia di Barry Sonnenfeld (1995)
- Eddie - Un'allenatrice fuori di testa (Eddie), regia di Steve Rash (1996)
- Questo pazzo sentimento (That Old Feeling), regia di Carl Reiner (1997)
- Salvate il soldato Ryan (Saving Private Ryan), regia di Steven Spielberg (1998)
- Out of Sight, regia di Steven Soderbergh (1998)
- Gli infiltrati (The Mod Squad), regia di Scott Silver (1999)
- Snatch - Lo strappo (Snatch), regia di Guy Ritchie (2000)
- Trappola criminale (Reindeer Games), regia di John Frankenheimer (2000)
- I marciapiedi di New York (Sidewalks of New York), regia di Edward Burns (2001)
- 110 e frode (Stealing Harvard), regia di Bruce McCulloch (2002)
- Big Trouble - Una valigia piena di guai (Big Trouble), regia di Barry Sonnenfeld (2002)
- Scatto mortale - Paparazzi (Paparazzi), regia di Paul Abascal (2004)
- Purple Violets, regia di Edward Burns (2007)
- Il re del supermarket (Bag Boy), regia di Mort Nathan (2007)
- Napa Valley - La grande annata (Bottle Shock), regia di Randall Miller (2008)
- Notte brava a Las Vegas (What Happens in Vegas), regia di Tom Vaughan (2008)
- Knucklehead - Testa di cavolo (Knucklehead), regia di Michael W. Watkins (2010)
- The Last Rites of Joe May, regia di Joe Maggio (2011)

### Televisione
- Attraverso occhi nudi (Through Naked Eyes) – film TV (1983)
- Miami Vice – serie TV, episodi 1x05-1x22-5x18 (1984-1989)
- Hunter – serie TV, episodi 1x14-1x15 (1985)
- Crime Story – serie TV, 43 episodi (1986-1988)
- Gli strangolatori della collina (The Case of the Hillside Stranglers) – film TV (1989)
- I racconti della cripta (Tales from the Crypt) – serie TV, episodio 4x13 (1992)
- Buddy Faro – serie TV, 1 episodio (1998)
- La famiglia Pellet (In-Laws) – serie TV, 15 episodi (2002-2003)
- Law & Order - I due volti della giustizia (Law & Order) – serie TV, 46 episodi (2004-2006)
- Law & Order - Il verdetto (Law & Order: Trial by Jury) – serie TV, episodio 1x08 (2005)
- Empire Falls - Le cascate del cuore (Empire Falls), regia di Fred Schepisi – miniserie TV (2005)
- Luck – serie TV, 10 episodi (2011-2012)
- New Girl – serie TV, episodi 2x13-2x23 (2013)

## Doppiatori italiani
Nelle versioni in italiano delle opere in cui ha recitato, Dennis Farina è stato doppiato da:
- Luciano De Ambrosis in Hunter, Prima di mezzanotte, Uomini d'onore, Impatto imminente, Un lavoro da grande, Out of Sight, Salvate il soldato Ryan, Gli infiltrati, Snatch - Lo strappo, Purple Violets
- Elio Zamuto ne Gli strangolatori della collina, Buddy Faro, New Girl
- Michele Gammino in Scatto mortale - Paparazzi, Luck
- Sergio Fiorentini in Crime Story - Le strade della violenza, Crime Story
- Marcello Tusco in Manhunter - Frammenti di un omicidio, Miami Vice (ep. 1x22, 5x18)
- Diego Reggente in Law & Order - I due volti della giustizia
- Pietro Biondi in Get Shorty
- Ennio Coltorti in Big Trouble - Una valigia piena di guai
- Michele Kalamera in Occhio al testimone
- Oreste Rizzini in Questo pazzo sentimento
- Eugenio Marinelli in Empire Falls - Le cascate del cuore
- Rodolfo Bianchi in Triplo gioco
- Riccardo Rovatti in Eddie - Un'allenatrice fuori di testa
- Angelo Nicotra in 110 e frode
- Toni Orlandi in Colpo grosso a Little Italy
- Alessandro Rossi ne I marciapiedi di New York
- Andrea Lala in La famiglia Pellet
- Domenico Maugeri in Trappola criminale
- Paolo Marchese in Law & Order - Il verdetto
- Dario Penne in Notte brava a Las Vegas
- Marco Balzarotti in Knucklehead - Testa di cavolo
- Nino Prester in Crime Story - Le strade della violenza (ridoppiaggio)

Da doppiatore è sostituito da:
- Stefano De Sando ne I Griffin
- Massimo Rossi in The Looney Tunes Show